# Save Rock and Roll
Save Rock and Roll er det femte studiealbum fra rock-bandet Fall Out Boy. Det blev produceret af Butch Walker og udgivet den 16. april 2013 gennem Island Records. Efter en flere turneer og en blandet fan-reaktion på det fjerde album Folie à Deux fra 2008, tog medlemmerne af Fall Out Boy en pause i slutningen af 2009. I denne pause forsøgte hver især sig med en solokarriere. Bandet følte at der var behov for ikke at bruge udtrykket "gået fra hinanden" om pausen, og lovede at vende tilbage på et senere tidspunkt.
Efter flere gendannelsesforsøg, blev albummet indspillet i al hemmelighed i Rubyred Recordings i Venice i Californien i efteråret 2012. Indspilninger blev markeret af en ønske om at genopfinde bandets lyd i en mere moderne form, mere større fokus på popmusik. Bandet hentede produceren Butch Walker ind for at give et frisk perspektiv. Dette gjorde albummet til det første i lang tid uden produceren Neal Avron. I bandets nye form, skulle hvert medlem af kvarteten involveres i at lave musikken, selvom det i starten var svært, da de kæmpede for at genfinde hinanden. Save Rock and Roll har gæstevokaler fra Foxes, Big Sean, Courtney Love og Elton John. Sidstnævnte synger på albummets titelnummer.
Save Rock and Roll debuterede som nummer et på den amerikanske Billboard 200, hvilket gav bandet deres nummer et på listen. Albummets førstesingle, "My Songs Know What You Did in the Dark (Light Em Up)", har modtaget platin i USA og har været succesfuld på hitlister over hele verden. Rolling Stone beskrev bandets comeback som en "mere eller mindre forbavsende renæssance", og albummet modtog positive anmeldelser efter sin udgivelse, selvom mange musikanmeldere ikke var glade for at kalde det for et rigtigt rock-album. I forlængelse af udgivelsen af albummet, gav gruppen en Save Rock and Roll stadion-turne for at promoverer albummet, med både europæiske og amerikanske dele annonceret. Derudover var der klub-shows og tv-optrædener. Bandet har planer om at lave musikvideoer til sange på albummet, til en igangværende serie kaldet The Young Blood Chronicles.

## Hitlister

### Ugentlige lister
| Hitliste (2013)                 | Højeste placering |
| ------------------------------- | ----------------- |
| Australien (ARIA)               | 2                 |
| Belgien (Ultratop Flanderen)    | 41                |
| Belgien (Ultratop Vallonien)    | 2                 |
| Danmark (Album Top-40)          | 27                |
| Finland (Musiikkituottajat)     | 37                |
| Frankrig (SNEP)                 | 25                |
| Holland (Album Top 100)         | 48                |
| New Zealand (RIANZ)             | 2                 |
| Norge (VG-lista)                | 40                |
| Schweiz (Schweizer Hitparade)   | 31                |
| Spanien (PROMUSICAE)            | 67                |
| US Billboard 200                | 1                 |
| US Billboard Rock Albums        | 1                 |
| US Billboard Digital Albums     | 1                 |
| US Billboard Alternative Albums | 1                 |
| Østrig (Ö3 Austria)             | 10                |